# Ketil
Ketil či Uiluit Qaqqaa je 2010 metrů, dle jiných zdrojů 2003 metrů vysoká hora na jihu Grónska.
Ketil se nachází na východním břehu fjordu Tasermiut na území obce Nanortalik, přibližně čtyři kilometry na sever od Ulamertorsuaqu. Na jihozápadě, jihovýchodě a východě hory jsou menší firnová pole. Samotná hora je vzhledem ke svým strmým skalním stěnám nezaledněná. Na severu od hory vede z východu na západ údolí Klosterdalen (dánsky: Klostertal). Údolí má název podle bývalého augustiniánského kláštera ze 13. století u Tasermiutsiaatu, v místech kde ústí údolí Klosterdalen do fjordu Tasermiut. Klášter byl postaven severskými osadníky. Z této doby pochází i jméno hory, je pojmenovaná po jednom z osadníků. Z kláštera, který se nachází čtyři kilometry severoseverozápadním směrem od hory Ketil, zůstaly pouze ruiny. Bohatá naleziště mušlí ve fjordu dala jméno grónskému názvu hory, Uiluit Qaqqaa znamená hora mušlí. Název se používá také pro celé údolí Klosterdalen.
Ketil je vysoce oceňován horolezci, díky svému pevnému žulovému podloží. V roce 1974 byl poprvé slezen týmem z rakouského Lienzu, trasou o obtížnosti (UIAA V-VI) přes severozápadní do jižní zdi hory. Dnes je jižní stěna méně slézána, hora má další tři trasy obtížnosti až 7a A1. Dnes je hora v nadmořské výšce mezi 1200 a 1450 metry v západní stěně označována jako zvlášť náročná, horolezecké terminologii jako big wall, a na hoře jsou nyní čtyři o obtížnosti až 5.12 americké stupnice obtížnosti.  Na hoře může být více tras, než je zdokumentováno. Někteří horolezci si nepřejí na žulových horách jižního Grónska přesný popis horolezeckých tras, chtějí objevovat vlastní trasy. Východní a severní stěna Ketilu pravděpodobně nebyla ještě slezena, protože je díky nebezpečných sněhovým polím a silné lišejníkové vegetace méně atraktivní.